# Астанинские плавни
Аста́нинские пла́вни или Ойсу́льские пла́вни (укр. Астанінські плавні, Ойсульські плавні, крымскотат. Oysul sazlıqları, Ойсул сазлыкълары) — орнитологический заказник общегосударственного значения, расположенный на севере Керченского полуострова, на территории Ленинского района (Крым). Создан 28 октября 1974 года. Площадь — 50 га. Управляющая организация — Министерство экологии и природных ресурсов Республики Крым, Государственное автономное учреждение Республики Крым «Управление особо охраняемыми природными территориями Республики Крым», ранее — Ленинский райсовет.
Является частью водно-болотных угодий международного значения Аквально-скальный комплекс мыса Казантип и озера Акташ с Астанинскими плавнями.

## История
Заказник основан в 1974 году Постановлением СМ УССР от 28.10.74 г. № 500 «О создании заказников общегосударственного значения в Украинской ССР» на базе памятника природы, основанного в 1947 году.
Является государственным природным заказником регионального значения, согласно Распоряжению Совета министров Республики Крым от 05.02.2015 № 69-р «Об утверждении Перечня особо охраняемых природных территорий регионального значения Республики Крым».

## Описание
Заказник создан с целью сохранения, возобновления и рационального использования типичных и уникальных природных комплексов: ценного фаунистического (орнитологического) комплекса. На территории заказника запрещается или ограничивается любая деятельность, если она противоречит целям его создания или причиняет вред природным комплексам и их компонентам.
Заказник занимает одноимённый плавни, которые примыкают юго-восточнее Акташского озера в 3,5 км севернее села Останино и в 3 км к западу от села Песочное. В территорию заказника кроме самих плавней входят сёла Останино и Песочное, виноградники (расположенные южнее и юго-восточнее), насаждения акации и сосны (северо-восточнее).

## Природа
Занимает заболоченную котловину — плавни с водоёмами, где теряется русло реки Самарли, по берегам заросшую тростниковыми зарослями. Флора представлена прибрежно-водной растительностью. Привлекают сюда перелётных и гнездящихся в Крыму водоплавающих птиц. Заказник является единственным местом естественным ареалом красных уток — огари в Крыму и на Украине. Встречаются серый журавль, журавль-красавка, лебедь-шипун.